# Caruso (piosenka)
„Caruso” – piosenka napisana w 1986 roku przez włoskiego piosenkarza i kompozytora Lucia Dallę. Dedykowana jest Enricowi Caruso, włoskiemu śpiewakowi operowemu nazywanemu „królem tenorów”. Po raz pierwszy ukazała się na albumie koncertowym DallAmeriCaruso, wydanej 10 października 1986. Piosenka, podobnie jak cała płyta, została zarejestrowana podczas koncertu Lucio Dalli w klubie nocnym The Village Gate w Nowym Jorku w dniu 23 marca 1986.
Najbardziej znanym coverem utworu była nowa aranżacja nagrana w tym samym roku przez Luciano Pavarottiego, którą wielokrotnie wykonywał. Płyta z tym wykonaniem utworu została sprzedana w ilości 9 mln egzemplarzy. Utwór pojawia się również na bestsellerowym albumie Les Trois Ténors à Paris 1998. Na uwagę zasługuje też interpretacja włoskiej divy Milvy. 
W 1996 własną wersję nagrał francuski piosenkarz Florent Pagny. Singel osiągnął duży sukces we Francji i Belgii, osiągając odpowiednio – 2. i 3. miejsce na tamtejszych muzycznych listach przebojów.